# Cisios
Los cisios eran los habitantes elamitas de Susiana.

## Historia y ubicación geográfica
En la literatura griega hay varias referencias a los cisios. La más antigua los menciona en la obra Los persas. Esquilo, su autor, los llama los cisios de tò Kissíōn pólisma (‘la ciudad de los cisios’), término utilizado para designar Susa, la gran ciudad de Susiana.
 Según Estrabón, los sisios también se llamaban cisios a sí mismos.
Heródoto describe detalladamente a los cisios, sobre todo en la lista de tributos del reinado de Darío I. Indica que «Susa y otras partes de Cisia» formaban la octava provincia, de la que recaudaba 300 talentos de plata al año». El último tramo del Camino Real Persa atravesaba el territorio de Cisia hasta el río Karkheh, sobre el que estaba situada Susa. Arderica de Susiana, probablemente un territorio propiedad de Darío donde fueron deportados los habitantes de Eretria después de que su almirante Datis tomara la ciudad en 490 a .C., también se reconocía como cisia.

## Contribuciones militares
Según Diodoro Sículo, junto con los medos y otros pueblos del Imperio aqueménida, los cisios participaron en varios conflictos importantes de la Antigüedad. Su infantería participó con la caballería en el ejército de Jerjes I en Grecia, vistiendo la misma indumentaria que los persas, con la excepción de la mitra en lugar del gorro persa de fieltro. También estuvieron en primera línea en la batalla de las Termópilas, donde sufrieron grandes pérdidas. También lucharon en la batalla de Rafia, en 217 a. C., en la que Ptolomeo IV derrotó a Antíoco III el Grande.

## Interpretaciones e identificaciones
Las opiniones difieren en cuanto a los vínculos entre los cisios y los coseos. Daniel Potts enumera las distintas opiniones. Algunos, como Carl Ferdinand Lehmann-Haupt y George Glenn Cameron, consideran que los cisios y los coseos son dos pueblos distintos. Otros, como Friedrich Delitzsch y Adolf Billerbeck, consideran que los dos nombres son variantes del mismo etnónimo, que deriva del acadio Kaššu o casita. A menudo se identifica a los cisios con los casitas, un pueblo de la Babilonia del siglo XVII a. C.y posteriormente de Asiria. Sin embargo, F. Weissbach subraya las dificultades de tal identificación. Para él, los casitas eran en realidad los «kossaîoi» de Estrabón y otros autores griegos. No obstante, Kíssioi podría ser el mismo nombre que el babilónico Kaššî y podría haber sido transferido de los casitas a los elamitas por confusión entre estos dos pueblos vecinos.